# Nick Morten Jacobsen
Nick Morten Jacobsen (også kaldet Lærling) (født 14. maj 1963), er en dansk morder og tidligere medlem af rockerklubben Morticians MC (klubben blev senere til Bandidos, men inden da var Jacobsen gået over til Hells Angels). Jacobsen blev ved et nævningeting i Østre Landsret i København den 26. april 1988 idømt fængsel på livstid for drabet på Bullshit rockeren Jan Sonberg samt yderligere tre andre drabsforsøg.
Den 21. december 1986 blev den 27 årige rocker Jan Sonberg (23. marts 1959 – 21. december 1986) fra rockerklubben Bullshit skudt ned, efter han havde forladt klubbens klubhus på Amager i København og sat sig ind i sin bil. Jan Sonberg blev i januar 1987 begravet på Tårnby Kirkegård.
Nick Jacobsen blev sat til afsoning i Statsfængslet i Vridsløselille. Han blev i år 2000 prøveløsladt, efter at have afsonet 12 års fængsel. Den 21. september 2003 blev den nu 40-årige tidligere rocker Nick Jacobsen overfaldet på et toilet, på værtshuset Bazooka Club i Holmbladsgade på Amager. Han pådrog sig kraniebrud ved overfaldet.